# Ctenus kapuri
Ctenus kapuri este o specie de păianjeni din genul Ctenus, familia Ctenidae, descrisă de Tikader, 1973.
Este endemică în Andaman Is.. Conform Catalogue of Life specia Ctenus kapuri nu are subspecii cunoscute.